# Глафки (Ксанти)
Гла́фки (греч. Γλαύκη) — деревня в Греции на южном склоне гор Родопы в 6 километрах к западу от Эхиноса и в 22 километрах к северу от Ксанти. Входит в общину (дим) Мики в периферийной единице Ксанти в периферии Восточная Македония и Фракия. Население 1447 человек по переписи 2011 года.
До 1934 года деревня называлась Гьокчебунар. В деревне проживали помаки.

## Население
| Год  | Население, человек |
| ---- | ------------------ |
| 1991 | 1188               |
| 2001 | 1179               |
| 2011 | ↗ 1447             |